# Niklas Gudmundsson
Niklas Gudmundsson (* 29. Februar 1972) ist ein schwedischer ehemaliger Fußballspieler. Der Stürmer, der zwischen 1991 und 1995 sieben Länderspiele für die schwedische Nationalmannschaft absolvierte, bestritt seine Karriere in Schweden und England.

## Werdegang

### Karrierestart in Schweden
Gudmundsson begann als Sechsjähriger mit dem Fußballspielen beim Trönninge IF, für den er ala Jugendlicher auch in der Leichtathletik aktiv war. Im Alter von 14 Jahren schloss er sich 1986 der Jugendfußballabteilung des Halmstads BK an und konzentrierte sich fortan auf den Rasensport. Zwei Jahre später rückte er als jugendlicher Nachwuchsspieler gemeinsam mit dem ein Viertel Jahr älteren Abwehrspieler Niclas Alexandersson in den Kader der vom Schotten Stuart Baxter trainierten ersten Mannschaft auf. Am letzten Spieltag der Zweitligasaison 1988 debütierte er beim Spiel gegen IK Oddevold in einem Pflichtspiel und war somit am Wiederaufstieg in die Allsvenskan beteiligt. Auch in seiner ersten Erstligaspielzeit Ergänzungsspieler – drei Einsätze stehen für ihn zu Buche – war er in der Spielzeit 1990 Stammspieler in der Offensive des Klubs und bestritt alle 22 Saisonspiele. Seine sechs Saisontore, mit denen er hinter dem von Sheffield Wednesday ausgeliehenen Steve Whitton gleichauf mit Jonas Axeldal zweitbester Torschütze des Vereins war, verhalfen dem Klub zum Klassenerhalt.
In der anschließenden Spielzeit verpasste Gudmundssons Klub lediglich aufgrund der weniger geschossenen Tore gegenüber dem punkt- und tordifferenzgleichen Konkurrenten IFK Norrköping die Meisterschaftsendrunde und musste in der Auf- und Abstiegsrunde antreten. An der Seite von Jan Jönsson, Jonas Axeldal und Håkan Svensson blieb dort der Erfolg aus und als Tabellensechster verpasste Halmstads BK den Klassenerhalt in der ersten Liga. In der Sommerpause war er zudem für die schwedische Nachwuchsnationalmannschaft bei der Junioren-Fußballweltmeisterschaft 1991 an der Seite von Jonny Rödlund, Magnus Hedman, Patrik Andersson und seinem Mannschaftskameraden Niclas Alexandersson aufgelaufen, die Mannschaft schied jedoch in der Gruppenphase aus. Im August wurde er jedoch für seine guten Leistungen belohnt und kam als Einwechselspieler für Mikael Martinsson bei der 0:2-Niederlage gegen die polnische Nationalmannschaft zu seinem A-Länderspieldebüt.
Als Staffelsieger im Süden zog Gudmundsson 1992 mit der Mannschaft in die Auf- und Abstiegsrunde zur Allsvenskan ein, die als Tabellenerster mit neun Siegen in 14 Spielen dominiert wurde. Im Sommer des Jahres hatte er erneut die schwedischen Farben auf internationalem Parkett vertreten. Bei der U-21-Europameisterschaft 1992 erreichte er mit der Landesauswahl das Endspiel gegen Italien. An der Seite von Håkan Mild, Jonny Rödlund, Filip Apelstav und Stefan Landberg verlor er das Hinspiel mit 0:2, das Tor von Pascal Simpson zum 1:0-Rückspielerfolg war zu wenig für einen Titelgewinn. Diese Mannschaft war auch Basis für die schwedische Auswahl bei den Olympischen Sommerspielen 1992, dort schied die Mannschaft jedoch im Viertelfinale im Camp Nou gegen die australische Mannschaft um Mannschaftskapitän Ned Zelic aus. Unter Trainer Mats Jingblad weiterhin Stammspieler kehrte er 1995 auch in die Nationalmannschaft zurück. Während er an der Seite von Robert Andersson, Jesper Mattsson, Freddie Ljungberg und Torbjörn Arvidsson in der Liga im vorderen Bereich mitspielte, zog die Mannschaft im Sommer 1995 ins Endspiel um den Landespokal ein. Gegen AIK gelang ein 3:1-Erfolg, so dass der Klub anschließend im Europapokal der Pokalsieger 1995/96 anrat. Hatte die Mannschaft aufgrund der Auswärtstorregel gegen Lokomotive Sofia die erste Runde überstanden, stand sie in der zweiten Runde gegen den italienischen Vertreter AC Parma kurz vor einer Sensation. Aufgrund eines Streiks musste die Mannschaft ihr Hinspiel im Göteborger Gamla Ullevi austragen. Dort avancierte Gudmundsson zum Matchwinner und erzielte beim 3:0-Erfolg zwei Tore. Im Rückspiel setzte der italienische Verein die Schweden von Beginn an unter Druck und erzielte bereits nach zwei Minuten durch Filippo Inzaghi das erste Tor. Mit einer 2:0-Führung in die Halbzeitpause gegangen, setzte er sich letztlich mit einem 4:0-Erfolg durch.

### Erfolglos in England und Rückkehr nach Schweden
Mittlerweile hatte sich Gudmundsson jedoch außerhalb der Landesgrenzen einen Namen gemacht. Nachdem er im Jahr zuvor bereits bei Norwich City vorgespielt hatte, schloss er sich nach Ende der Spielzeit 1995 Ende November des Jahres den Blackburn Rovers auf Leihbasis an. Hauptsächlich Ergänzungsspieler kam er aufgrund der Verletzungen von Alan Shearer und Chris Sutton zu vereinzelten Einsätzen, ehe er sich selbst verletzte und zum Saisonende ausfiel. Anschließend weiterhin vor allem auf der Ersatzbank, verlieh ihn der Klub ab März 1997 an Ipswich Town. Mit dem Klub erreichte er die Aufstiegsspiele zur Premier League, in denen er trotz eines Torerfolges gegen Sheffield United den Aufstieg verpasste. Zwar war der Klub an einer Weiterbeschäftigung des Spielers interessiert, konnte jedoch keine Ablösesumme zahlen. Daher kehrte er im Sommer zunächst zu den Blackburn Rovers zurück, Trainer Roy Hodgson empfahl ihm jedoch, einen neuen Verein zu suchen. Ende Juni kam es schließlich zum Tauschgeschäft mit dem Malmö FF, der Anders Andersson nach England abgab und Gudmundsson unter Vertrag nahm.
Bei Malmö FF lieferte Gudmundsson sich mit IFK Göteborg und seinem ehemaligen Klub Halmstads BK einen Dreikampf um den schwedischen Meistertitel, letztlich reichte es zum dritten Tabellenplatz. Anschließend rutschte er mit der Mannschaft um Niclas Kindvall, Mattias Thylander, Jens Fjellström und Mats Lilienberg in den Abstiegskampf und stieg am Ende der Spielzeit 1999 in die Superettan ab. Dort war er Sturmpartner des aufstrebenden Zlatan Ibrahimović und erreichte mit der Mannschaft den sofortigen Wiederaufstieg.
Gudmundsson verließ jedoch nach dreieinhalb Jahren den Klub aus Schonen und schloss sich dem Erstligarivalen IF Elfsborg an. An der Seite von Fredrik Berglund, Kristoffer Arvhage und Johan Sjöberg zog er 2001 ins Endspiel um den Landespokal ein. Beim 12:11-Erfolg nach Elfmeterschießen gegen AIK zählte er zu den Spielern, die ihren Elfmeter verwandelten. Kurz bevor er zum zweiten Mal anzutreten hatte, hielt Johan Wiland den entscheidenden Schuss und machte Gudmundsson somit zum zweiten Mal zum Pokalsieger. In der Spielzeit 2002 kam er noch aufgrund einer Knieverletzung zu drei Spieleinsätzen für den Verein aus Borås. Anschließend ging er zum von Mats Jingblad trainierten Ängelholms FF, wo er 2005 seine aktive Laufbahn beendete.